# Silvia Hindorff
Silvia Hindorff, po mężu Hafemeister (ur. 27 czerwca 1961 w Sebnitz) – niemiecka gimnastyczka sportowa reprezentująca NRD. Brązowa medalistka olimpijska z Moskwy (1980) w wieloboju drużynowym, medalistka mistrzostw świata.
Po zakończeniu kariery została trenerką gimnastyki sportowej i fizjoterapeutką. Jej syn Sven Hafemeister był reprezentantem Niemiec w zapasach w stylu klasycznym.

## Osiągnięcia
| Rok                   | Zawody                | Konkurencja           | Konkurencja           | Konkurencja           | Konkurencja           | Konkurencja           | Konkurencja           |
| Rok                   | Zawody                | VT                    | UB                    | BB                    | FX                    | AA                    | Team                  |
| Zawody międzynarodowe | Zawody międzynarodowe | Zawody międzynarodowe | Zawody międzynarodowe | Zawody międzynarodowe | Zawody międzynarodowe | Zawody międzynarodowe | Zawody międzynarodowe |
| --------------------- | --------------------- | --------------------- | --------------------- | --------------------- | --------------------- | --------------------- | --------------------- |
| 1968                  | Igrzyska olimpijskie  | 23T QR                | 25T QR                | 23 QR                 | 15T QR                | 21 QR                 | 3                     |
| 1978                  | Mistrzostwa świata    |                       |                       |                       |                       |                       | 3                     |
| 1979                  | Mistrzostwa świata    |                       |                       |                       |                       |                       | 3                     |